# Isabeau de Craon
Isabeau de Craon, morte le 2 février 1394, de son chef dame de Craon et de Sainte-Maure, dame de Sully par son 2e ou 3e mariage, et dame douairière de Laval et d'Acquigny par son 1er mariage.

## Famille
Elle est issue d'une importante famille de l'Anjou dans laquelle l'office de Sénéchal d'Anjou et du Maine était devenu héréditaire. Elle est la fille de Maurice VII de Craon, seigneur de Craon, de Sablé, et de Sainte-Maure, mort le 8 août 1330, et de Marguerite de Mello, sa femme. Elle est la sœur d'Amaury IV de Craon, mort le 30 mai 1373, dont elle hérita ; de Yolande de Craon ; de Jeanne de Craon, épouse du seigneur Renaud de Montbazon. Elle est également la petite-fille d'Amaury III de Craon, sénéchal d'Anjou.
Elle est la sœur et unique héritière d'Amaury IV de Craon. Elle eut de nombreux procès avec ses cousins.

## Biographie
Elle est le dernier membre de la branche aînée de la famille de Craon, et la seigneurie de Sainte-Maure, passa avant 1386 et donc de son vivant, dans la branche cadette de sa maison : à Guillaume II de Craon, son cousin germain.
Fiancée toute enfant, le 11 mars 1339, avec l'héritier présomptif de Laval, si le mariage fut accompli, elle fut dame de Laval pendant les quinze mois où Guy XI de Laval († 22 septembre 1348) posséda la baronnie.
À la mort de Guy XI de Laval et à la suite d'un accord signé à Château-Gontier, le douaire d'Isabeau fut assigné sur les terres d'Acquigny, de Sainte-Marguerite, de Crèvecœur et de Frego, en Normandie. Au même moment, des guerres désolaient la Normandie à cette époque, le château d'Acquigny fut pris par le parti de Charles II de Navarre.
Elle épousa en secondes noces Louis de Sully, fils de Jean de Sully et de Marguerite de Bourbon, partisan des Anglais, et contre lequel elle fut obligée, en 1376, de recourir à la sauvegarde de Louis Ier d'Anjou, duc d'Anjou.
Une sentence de Pierre Pépin, vicomte d'Acquigny, le 30 avril 1370, est donnée en son nom sous cette forme : En la vicomte d'Acquigny en la part de Monsieur Suly et de Madame sa femme dame de Laval à cause de douaire.
Veuve en 1381, Isabeau finit ses jours le 11 février 1384 (v. st.), et fut inhumée dans la chapelle de Saint-Jean-Baptiste aux Cordeliers d'Angers où reposent les corps de ses ancêtres.

## Mariages et descendance
Elle a épousé :
- 1o par contrat le 11 août 1338, Guy XI de Laval ;
- 2o Jean/Robert Bertrand de Bricquebec, vicomte de Fauguernon (grand-cousin du maréchal) ? ;
- 3o Louis de Sully[note 6], souverain de Boisbelle, dont elle eut une fille : 
  - Marie de Sully, dame de Craon et de Sully, mariée (ou fiancée) d'abord à Charles comte de Montpensier fils du duc Jean de Berry, puis à Guy VI de La Trémoille (d'où Georges), enfin en troisièmes noces[note 7],[5] au connétable Charles Ier d'Albret. Cette dernière alliance place Isabeau dans les ancêtres d'Henri IV de France.

Royaume de France entre 1356 et 1363 : Jacqueries et Compagnies
Possessions de Charles de Navarre
Territoires contrôlés par Édouard III avant le traité de Brétigny
Le premier traité de Londres cède l'Aquitaine des Plantagenêts aux Anglais et règle la guerre de succession de Bretagne par une alliance du duché avec l'Angleterre
Le deuxième traité de Londres comprend en plus la Normandie et le Maine
Territoires cédés par la France à l'Angleterre par le traité de Brétigny (suit le tracé du premier traité de Londres)

- Possessions de Charles de Navarre
- Territoires contrôlés par Édouard III avant le traité de Brétigny
- Le premier traité de Londres cède l'Aquitaine des Plantagenêts aux Anglais et règle la guerre de succession de Bretagne par une alliance du duché avec l'Angleterre
- Le deuxième traité de Londres comprend en plus la Normandie et le Maine
- Chevauchée d'Édouard III en 1359-60
- Territoires cédés par la France à l'Angleterre par le traité de Brétigny (suit le tracé du premier traité de Londres)